# Tarantella calabrese

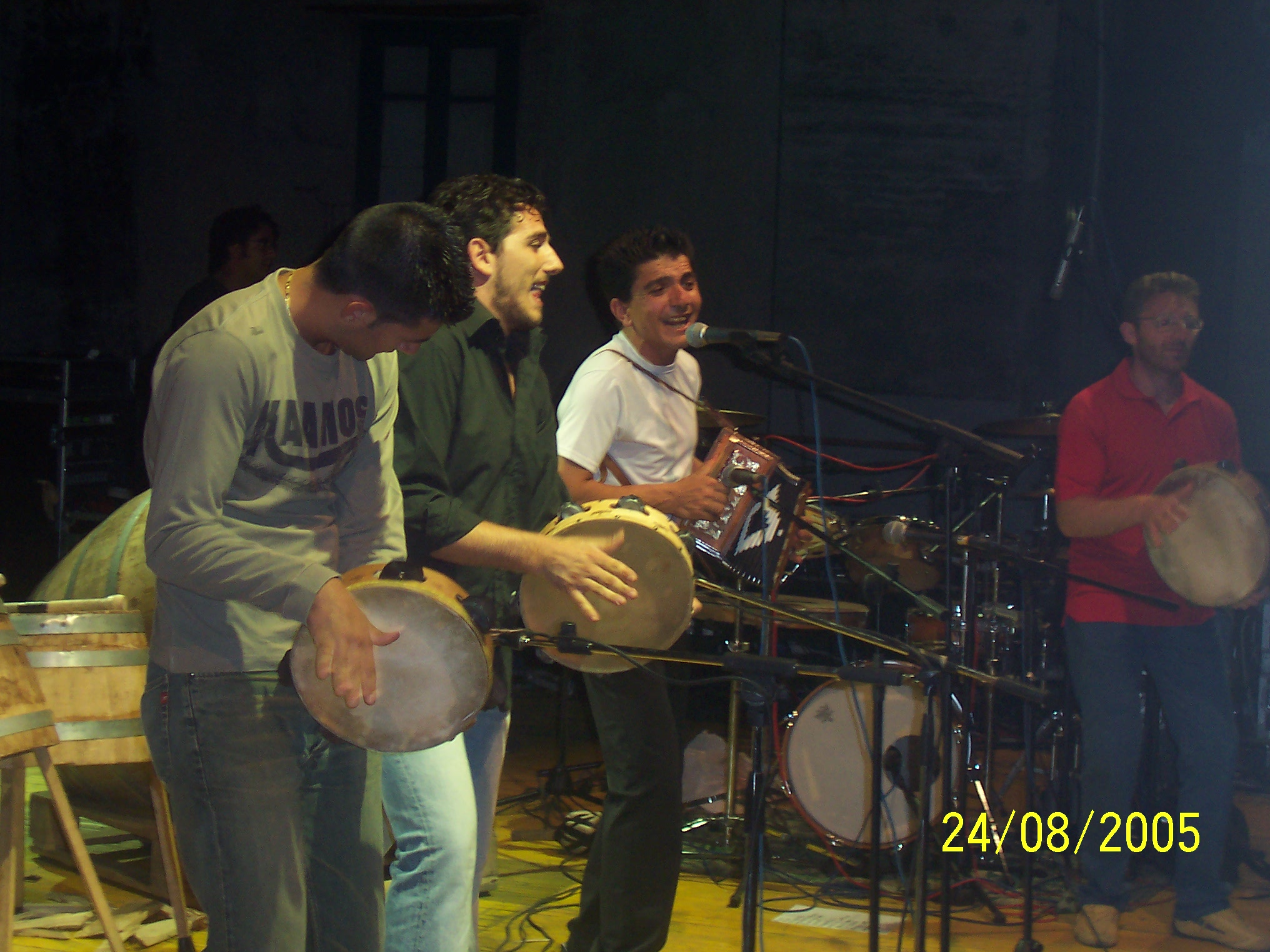
Suonatori di Tarantella

La tarantella calabrese o tirantella (più raramente taranteja, anticamente chiamata u sonu) è un termine generico che racchiude le diverse espressioni coreutico-musicali diffuse nella penisola calabrese, con tratti che la rendono distinguibile dalle altre del Sud Italia, specie nel ritmo. In essa sono assenti i riferimenti agli esorcismi del tarantismo, ma assume più un ruolo di danza per le occasioni festive o religioso-processionali.

## Tipi di tarantella
Nonostante vi sia una certa omogeneità nella Tarantella ballata e suonata in tutta la Calabria, vi sono comunque delle caratterizzazioni geografiche: dalla libera del catanzarese al sonu a ballu aspromontano e dallo zumparieddu della Sila alla viddanedda reggina e caratterizzazioni di stile: fimminina, masculina, libera.
Nel vibonese, la danza pubblica era, fino ad alcuni decenni fa, riservata agli uomini. Il suo ritmo (in 6/8) è riconoscibile anche nelle basi musicali dei tamburi che accompagnano i tradizionali "Giganti" (coppia di enormi fantocci con la testa di cartapesta fatti ballare da due uomini al loro interno).

## Ballo

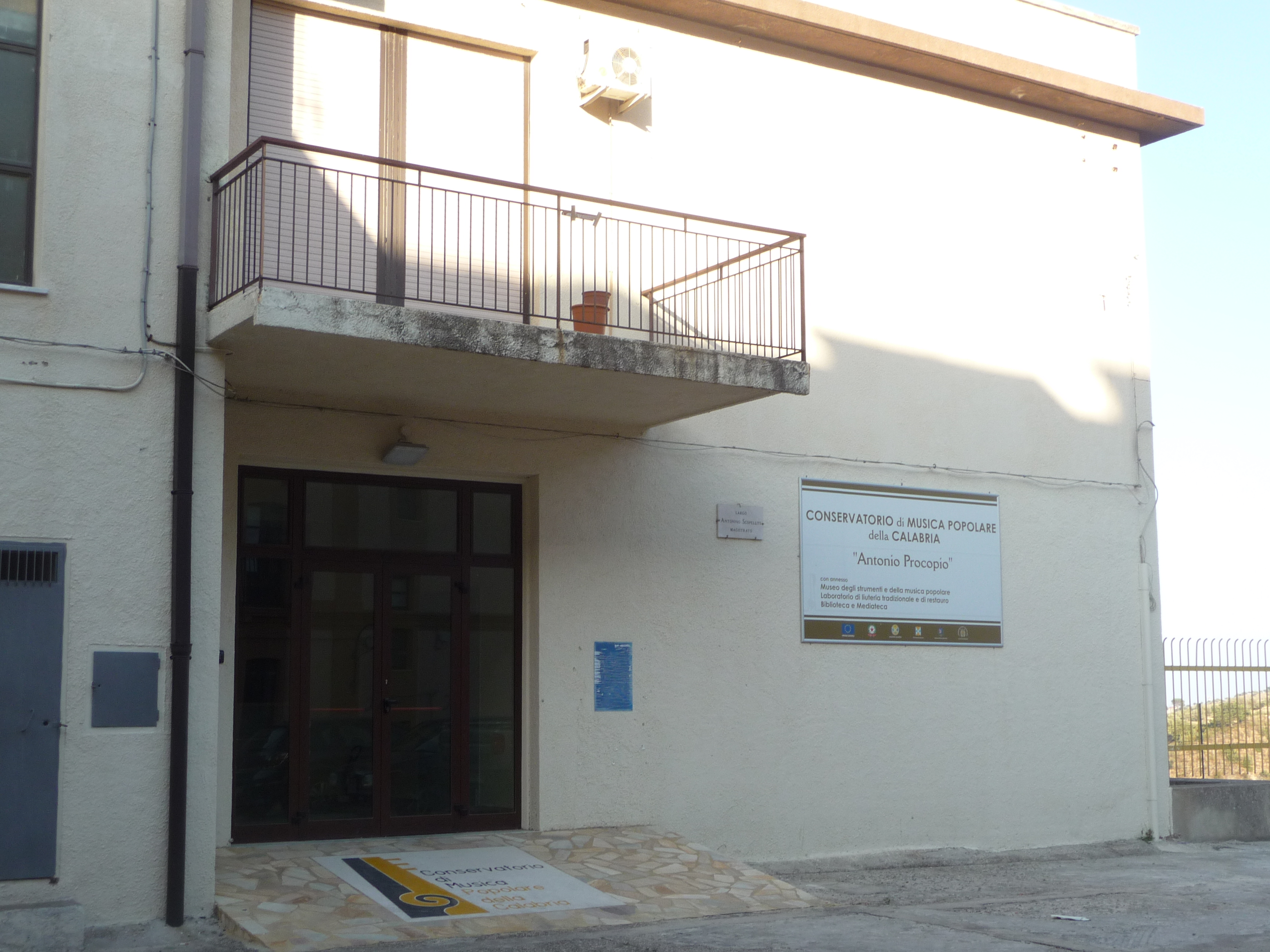
Museo e conservatorio di musica popolare della Calabria (Isca sullo Ionio)

Il ballo è in coppia uomo-donna, ma può essere anche uomo-uomo o donna-donna, e avviene dentro ad uno spazio circolare di persone definito rota.
U mastru i ballu (maestro di ballo) si pone al servizio dei danzatori e dei suonatori e decide l'ordine con cui i componenti della rota possono ballare gestendone i turni. I suonatori fanno parte della rota e seguono l'andamento del ballo con il ritmo. La rota è sempre una sola, là dove c'è il suono, e non si balla al di fuori di essa ma si partecipa alla festa insieme: c'è tempo perché tutti ballino e tutti i suonatori si avvicendino.
U mastru i ballu è nelle feste private il padrone di casa e nelle occasioni pubbliche (ballo di piazza) una persona che conosce le dinamiche della comunità; saprà quindi far ballare in coppia persone che anche durante le attività quotidiane sono amiche, evitando di accoppiare persone che fra di loro hanno dissapori.
Le occasioni pubbliche di ballo, a detta degli ultimi suonatori tradizionali viventi, rappresentavano una delle poche occasioni di contatto diretto tra persone di sesso differente non appartenenti alla stessa cerchia familiare.

### Fasi di ballo
1. I musicisti iniziano a suonare e si compone la rota, il maestro di ballo si pone al centro
2. Il maestro di ballo saluta i suonatori e accenna i primi passi della danza all'interno del cerchio
3. Il maestro di ballo sceglie la prima persona dalla rota che ballerà con lui
4. Il maestro di ballo sceglie un'altra persona da far ballare con la precedente
5. Al grido da parte del Mastru i Ballu di: "Fora u primu" (fuori il primo) il primo ballerino scelto ritornerà nella rota e il mastru i ballu ballerà col secondo ballerino. Nel caso di una signora spesso si preferisce il "Grazie signora" per cambiare turno.
6. Il maestro di ballo sceglierà il terzo ballerino da far ballare con il secondo e così via.

### Passi della danza
I passi fondamentali, che si basano su delle terzine, possono essere fatti anche sul posto, ma generalmente vi è un giro, un ruotare antiorario dei ballerini all'interno della "rota".
Le braccia assumono diverse posizioni a seconda se uomo o donna: l'uomo tenderà a sollevarle e muoverle maggiormente, fino -nella danza uomo-uomo ad assumere l'atteggiamento di una sfida-lotta con il coltello, mentre la donna generalmente non le solleva mai oltre la spalla muovendole leggermente, o le tiene poggiate sui fianchi con i palmi rivolti verso l'esterno simboleggiando un'anfora greca che mette in risalto i fianchi ed i seni.
Generalmente all'inizio del ballo i due ballerini sono a distanza, man mano l'uomo si avvicina fino ad arrivare a "chiedere le mani" alla donna, porgendogliele con il palmo verso l'alto, per il ballo intrecciato. In molte zone della Calabria si balla senza mai prendersi per mano o ballando spalla a spalla, cosa che comunque restava riservata alle coppie di coniugi o tra parenti stretti. Nel ballo uomo-uomo o donna-donna ci si poteva prendere dalle braccia. Una volta allacciata la coppia comincia a girare in senso antiorario eseguendo dei cerchi in cui la donna cerca di mantenere comunque il centro della rota.
I passi sono spesso doppi e ondeggiati. il movimento del corpo dalla cintura in giù e dalla cintura in su sono indipendenti, il tronco è statico mentre le gambe sono freneticamente in movimento.
Un passo particolare è il soprappasso o "intricciata" dove appunto i passi vengono intrecciati battendo un piede all'esterno dell'altro in maniera alternativa.
Un altro passo è il passo "illi adornu" che si esegue quando si è al bordo del cerchio mimando il volo di un uccello che cerca di incantare la preda per poi ghermirla e dirigendo a spirale con l'intento di portare l'altro ballerino verso il centro della "rota".
Se l'avversario cede andrà verso il centro e verrà sostituito dal Mastro di ballo, in caso contrario potrebbe eseguire il passo: "tagghjapassu" (tagliapasso) cercando di interrompere il percorso a spirale. Il tagghjapassu è usato dalla donna per sfuggire al corteggiamento dell'astante.
Quest'ultimo passo può portare alla "schermijata" ovvero il mimo con l'indice ed il medio della mano di un coltello che viene puntato prima contro l'astante e poi verso il cielo e da quel momento si mimano fendenti e affondi.
La donna può usare un foulard da agitare davanti all'avversario come sfida, mentre l'uomo per mostrare le sue capacità con i suoi passi per conquistarla e riuscire come simbolo di successo a scompigliarle i capelli (scapigghjarla), a toccarle il viso (nzigarla) o a prenderle il foulard (n'nnopiarla).

## Simbolismo
Il simbolismo rappresentato dalla rota sta a significare il territorio di appartenenza: il paese o il rione; con la danza si va a conquistare tale spazio.
Il simbolismo che si cela dietro i passi della danza è diverso a seconda se all'interno della "rota" si trovano astanti dello stesso sesso o di sesso diverso.
Nel primo caso viene a simboleggiare un vero e proprio duello per il predominio dello spazio delimitato dalla rota, nel secondo caso si mima il rituale del corteggiamento in cui la donna in maniera contenuta e pudica mostra civetteria che ricorda gli atteggiamenti della danza greca classica.

## Strumenti musicali

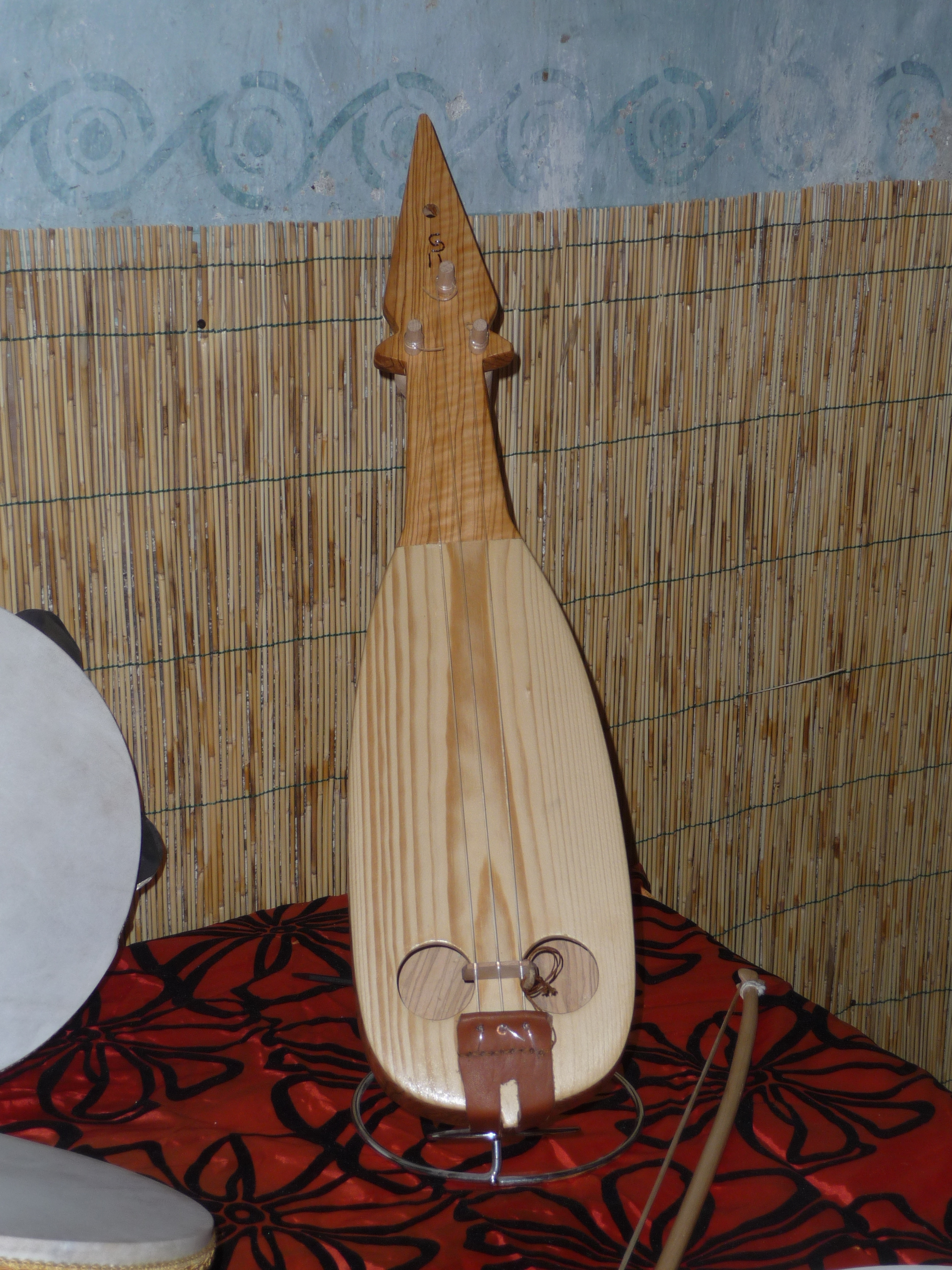
Lira calabrese

Gli strumenti caratteristici della tradizione calabrese sono: La zampogna, sostituita in seguito dall'organetto, accompagnata da un tamburello, in alcune zone si usavano la pipita o i fischiotta, mentre nella zona della locride e del monte Poro si usava la lira calabrese.
Il ritmo è basato su terzine con un tempo in 12/8 e talvolta in 6/8.
Tipi di zampogne:
- Zampogna a chiave
- Zampogna a paru[5]
- Zampogna surdulina[6]
- Zampogna a moderna
- Zampogna della pre Sila-Area Reventino (anche detta Conflentana)

## Origine ed evoluzione della tarantella calabrese
La tarantella danzata in singole coppie come la tarantella calabrese avrebbe origine nella danza greca, differenziandosi dalla napoletana che è di origine settecentesche e deriva dalle danze latine medievali e si discosta anche dal fenomeno del tarantismo in quanto espressione di rituali simbolici dall'alto contenuto culturale anziché mimare le convulsioni generate dal morso di una tarantola.
La tarantella corale dei gruppi folcloristici nati già in periodo fascista invece si dovrebbe rifare ai canoni della tarantella napoletana sia dal punto di vista musicale che coreografico.
La danza greca è "danza di terra", possiede movimenti ispirati a esigenze mimici e portati ad una libertà gestuale. Il baricentro è all'altezza della cintura ed il corpo è sempre in posizione eretta. Non sono accettati movimenti ben codificati in maniera simile al ballu sardu ed al sirtaki anch'essi di origine greca.
Gli strumenti usati oggi hanno invece sostituito l'antico aulos/diaulos (flauto/ doppio flauto) degli italioti ed il tympanon.
In Calabria il ballo tradizionale inizia a perdere la sua funzionalità sociale già nel '900, persistendo solo in alcune aree, per esempio, per quanto riguarda l'Aspromonte nella Valle di Sant'Agata, intorno a Cardeto, in altre zone in provincia di Reggio soprattutto sul versante jonico, dove la danza in pubblico resiste in occasione di festività religiose, o in diversi centri del Pollino,
dove spesso si è mantenuto il significato e la funzione che la danza aveva in passato in seno ad una comunità. 
Lo svolgersi, soprattutto all'inizio del XXI secolo, di festival ed eventi musicali, soprattutto estivi, e di stage e corsi di ballo, rappresenta invece una evoluzione differente legata alla modernità e globalizzazione. Il rischio è ovviamente quello di perdere il linguaggio coreutico originario della danza (e spesso della funzione stessa della "rota").

## Principali Festival di Tarantella calabrese
- Paleariza a Bova (RC) dal 1997
- Joggi Avant Folk - A Joggi - fraz. Santa Caterina Albanese (Cs) dal 1998
- Tarantella Power - A Caulonia (RC) dal 1998 fino al 2007 e dal 2009 al 2013 a Badolato (CZ)
- Kaulonia Tarantella Festival a Caulonia (RC) dal 2008
- Satriantella Festival a Satriano (cz)
- Felici & Conflenti a Conflenti (CZ) dal 2014
- Radicazioni Festival ad Alessandria del Carretto (CS) dal 2003
- Tamburello Festival a Zambrone (VV) dal 2004
- Radici Sonore a Tiriolo (CZ) dal 2006
- Satriantella Festival a Satriano (CZ) dal 2009
- Sùanu 'e canna a Sant'Andrea Apostolo dello Ionio dal 2010
- Festa della Tarantella Calabrese a Saracena (CS) dal 2014[14]
- Badolato Tarantella Festival a Badolato Borgo (CZ) dal 2024
- U Stegg! di Cataforìo (RC) dagli anni ottanta. Da citare per la sua lunga esperienza pur non essendo un festival ma un progetto di residenza con stage di danza e strumenti tradizionali dell'Aspromonte e musica "all'uso antico" senza palchi né amplificazione.

Pasquetta Folk Festival fino al 2022, ultima edizione a Sellia Marina (CZ).